# Franciscus Nagler

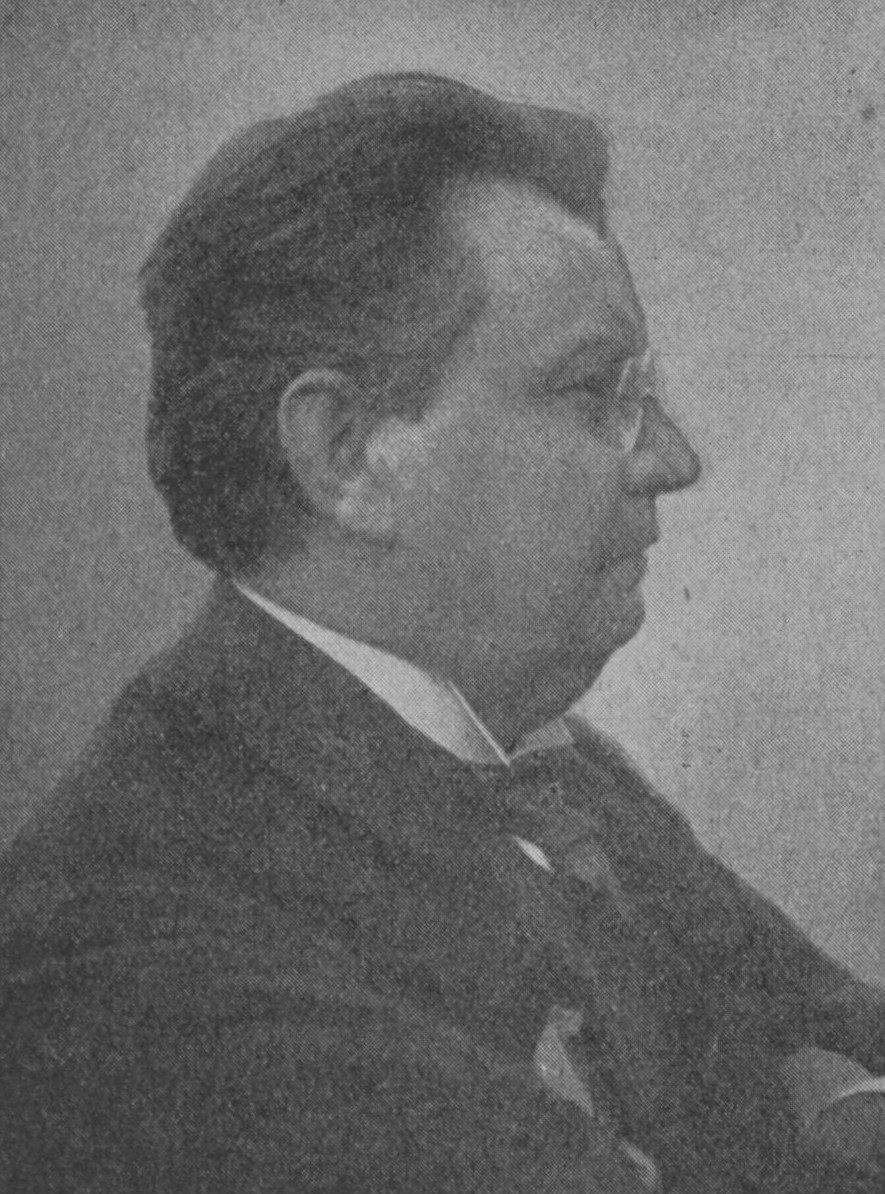
Franciscus Nagler

Franciscus Nagler (vollständiger Name: Franciscus Johannes Nagler; * 22. Juli 1873 in Prausitz bei Riesa; † 4. Juni 1957 in Leisnig) war ein deutscher Kantor, Heimatdichter und Komponist. 

## Leben

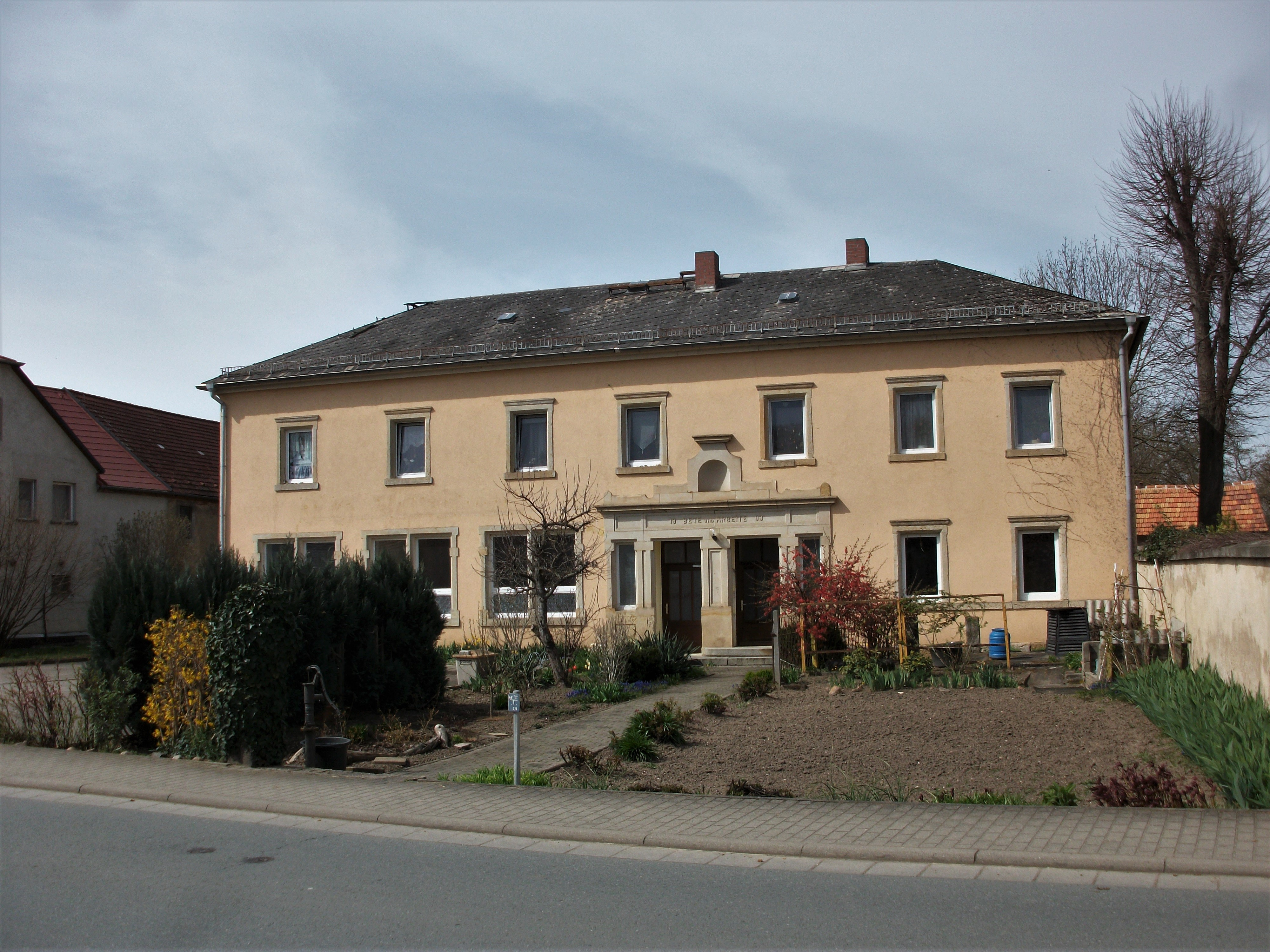
Prausitz (Hirschstein), Geburtshaus von Franciscus Nagler

Nagler, Sohn eines Schulmeisters und Kantors, verbrachte seine Schülerjahre im Thomanerchor in Leipzig. Nach Seminarstudien in Dresden und einer Weiterbildung am Konservatorium Leipzig übernahm er 1898 eine Kantorenstelle in Limbach. Von 1902 bis 1936 war er Kantor und Kirchenmusikdirektor in Leisnig. Am 15. Oktober 1937 beantragte er die Aufnahme in die NSDAP und wurde rückwirkend zum 1. Mai desselben Jahres aufgenommen (Mitgliedsnummer 5.328.874). Danach zog er nach Dresden in die Traubestraße 4, kehrte aber nach der Bombardierung 1945 zurück nach Leisnig. Sein Grab befindet sich auf dem Leisniger Friedhof.
Neben seiner beruflichen Tätigkeit wirkte Nagler auch als Chorleiter und Komponist. In Leisnig leitete er den Männergesangsverein "Liederkranz", den Frauenchor und den Sängerbund "Saxonia". Außerdem komponierte er ca. 130 Motetten, Kantaten, Singspiele und chormusikalische Werke. Hinzu kamen schriftstellerische Arbeiten, Novellen, Märchen und Texte für volkstümliche Lieder, Kinderfestspiele und Heimatstücke. Nagler war Mitbegründer der Leisniger Ortsgruppe des Kulturbundes der DDR und Mitglied des Deutschen Schriftstellerverbandes.

## Werke (Auswahl)
- Dorfheimat – Bilder aus der Knabenzeit (Biographischer Roman; Sächsische Schulbuchhandlung/Meißen)
- Das klingende Land (Verlag Bohn & Sohn, 1936)
- Von Organisten und anderen Musikanten aus der heimatlichen Vergangenheit (Baensch Druckerei, 1936)
- ´s Klinghäus´l oder "Ich muß nun einmal singen!" (Verlag A. Strauch, 1935)
- Acht Kinderlieder für drei- [auch vier-] stimmigen Kinder- oder Frauenchor (Verlag Huhle, 1932)

## Ehrungen
- Oskar-Seyffert-Münze des Vereins für sächsische Volkskunst (1922)
- Goldene Ehrennadel des Deutschen Männerchores von Indianapolis (1922)
- Ehrenbürgerschaft von Leisnig (1927)

In seinem Geburtsort Prausitz trägt die Grundschule seinen Namen, im langjährigen Wohnort Leisnig ist die Franciscus-Nagler-Straße nach ihm benannt.